# The Signal (2007)
The Signal is een Amerikaanse low budget thriller/horrorfilm onder regie van David Bruckner, Dan Bush en Jacob Gentry, die samen ook het scenario schreven. De productie ging op 22 januari 2007 in première op het Sundance Film Festival. The Signal verscheen in Nederland rechtstreeks op dvd, in 2008.

## Verhaal
Mya is getrouwd met Lewis Denton, maar ongelukkig en gaat vreemd met Ben Capstone. Na een van hun vrijpartijen zijn ze in slaap gevallen en ze worden na middernacht wakker van de televisie, die zomaar is aangesprongen. Daarop is geen normale uitzending te zien, maar vreemde beeld- en geluidsignalen. Schouderophalend vertrekt Mya naar haar auto in de parkeergarage, waar een man op de grond zit met zijn kleren vol bloed. Hij zegt te zijn aangevallen. Voor Mya hem kan benaderen, ziet ze iemand snel op haar afkomen, waarop ze in haar auto springt en maakt dat ze wegkomt.
Eenmaal in haar appartementencomplex, lijken de bewoners ongewoon agressief ten opzichte van elkaar. Ook Lewis ondervraagt Mya opmerkelijk wantrouwend, terwijl twee van zijn vrienden de tv-antenne zo proberen af te stellen dat ze een honkbalwedstrijd kunnen zien. Wanneer een van hen enthousiast met een honkbalknuppel staat te zwaaien, wordt Lewis kwaad, pakt de knuppel af en begint wartaal uit te slaan. Wanneer hij vervolgens zijn vriend aanvalt met de knuppel en hem de hersens inslaat, vlucht Mya uit de woning. Op de gang zijn ook mensen met elkaar aan het vechten en wanneer haar bevriende overbuurvrouw haar naar binnen trekt, probeert deze haar te laten stikken.
Het is Mya duidelijk dat er iets helemaal niet in de haak is. Ze wil de politie bellen, maar uit haar telefoon komt hetzelfde vreemde signaal als uit de televisie. Aan haar mobiele telefoon ligt dat niet, want toen ze bij Capstone naar huis wilde bellen kwam het geluid ook uit zijn vaste telefoon. Heel de stad blijkt inmiddels te zijn vergeven van elkaar uitmoordende mensen, die onder invloed van het signaal niet zozeer zijn veranderd in chaotische driftkikkers, maar in doelbewuste moordenaars wier realiteitsbeeld ingrijpend is veranderd.

## Rolverdeling
- Anessa Ramsey: Mya
- A.J. Bowen: Lewis Denton
- Justin Welborn: Ben Capstone
- Sahr Ngaujah: Rod
- Matthew Stanton: Jerry
- Suehyla El-Attar: Janice
- Cheri Christian: Anna
- Scott Poythress: Clark
- Christopher Thomas: Ken
- Lindsey Garrett: Laura
- Chad McKnight: Jim Parsons